# JetLag Music
JetLag Music, ou simplesmente JetLag, é uma dupla brasileira de música eletrônica, formada pelos DJs Paulo Velloso e Thiago Mansur.
A dupla ficou conhecida em 2017 após lançar um remix de "Trem Bala", da cantora Ana Vilela, alcançando milhões de visualizações em serviços de streaming de músicas. A partir daí, o duo passou a se apresentar nos principais festivais de música do mundo como Tomorrowland, na Bélgica, Future Sound, em Chicago, Day N Night Fest, em Nova York, Lollapalooza, em São Paulo, e Rock in Rio, no Rio de Janeiro. Além disso, a dupla já fez parceria com artistas como Anitta, Alok, Vintage Culture, Frejat e Luan Santana.
Em 2020, o JetLag, em parceria com o DJ Malifoo, criou o primeiro bloco de música eletrônica do Carnaval de São Paulo, que reuniu mais 500 mil pessoas. No mesmo ano, foram convidados pela Rede Globo para se apresentarem no reality show Big Brother Brasil 20.

## Integrantes
- Paulo Velloso é um DJ e empresário brasileiro. Foi um dos sócios do club Kiss & Fly em São Paulo[9], além de ser um dos herdeiros da Companhia Melhoramentos, conglomerado que envolve negócios como papel e celulose.[10]
- Thiago Mansur é um DJ e modelo brasileiro. Trabalhou como modelo em Nova York e começou sua carreira como DJ ao remixar músicas para desfiles de moda.[1] Desde o início da ascensão do JetLag, Thiago chamou maior atenção dos tabloides por ter vindo de formação cristã evangélica.[11][12] Namora a jurista e apresentadora de TV Gabriela Prioli.[13]